# USS Le Ray Wilson (DE-414)
USS LeRay Wilson (DE-414) là một tàu hộ tống khu trục lớp John C. Butler từng phục vụ cùng Hải quân Hoa Kỳ trong Chiến tranh Thế giới thứ hai. Nó là chiếc tàu chiến duy nhất của Hải quân Hoa Kỳ được đặt cái tên này, theo tên Trung sĩ LeRay Wilson (1920–1942), người từng phục vụ cùng tàu tiếp liệu thủy phi cơ William B. Preston (AVD-7), đã tử trận khi con tàu trúng bom trong vụ ném bom Darwin vào ngày 19 tháng 2, 1942 và được truy tặng Huân chương Ngôi sao Bạc. Nó đã phục vụ trong suốt Thế chiến II, được cho ngừng hoạt động sau khi xung đột chấm dứt vào năm 1947, rồi được huy động trở lại để tiếp tục phục vụ trong cuộc Chiến tranh Lạnh từ năm 1951 đến năm 1959. Con tàu cuối cùng bị bán để tháo dỡ vào năm 1973. LeRay Wilson được tặng thưởng bốn Ngôi sao Chiến trận do thành tích phục vụ trong Thế Chiến II.

## Thiết kế và chế tạo
Lớp John C. Butler được thiết kế nhằm đáp ứng nhu cầu một số lượng lớn nhưng rẻ tiền của một kiểu tàu hộ tống chống tàu ngầm để hộ tống các đoàn tàu vận tải vượt đại dương. Chúng có chiều dài chung 306 foot (93,3 m), mạn tàu rộng 36 foot 10 inch (11,2 m) và mớn nước 13 foot 4 inch (4,1 m), trọng lượng choán nước tiêu chuẩn 1.350 tấn Anh (1.372 t), và lên đến 1.745 tấn Anh (1.773 t) khi đầy tải, với một thủy thủ đoàn bao gồm 14 sĩ quan và 201 thủy thủ. Con tàu được vận hành bởi hai turbine hơi nước hộp số Westinghouse; hơi nước được cung cấp bởi hai nồi hơi "D" Express, tạo ra công suất 12.000 mã lực càng (8.900 kW) và cho phép đạt được tốc độ tối đa 24 hải lý trên giờ (44 km/h; 28 mph). Nó có tầm hoạt động 6.000 hải lý (11.000 km; 6.900 mi) ở tốc độ đường trường 12 hải lý trên giờ (22 km/h; 14 mph).
Dàn vũ khí chính bao gồm hai tháp pháo 5-inch/38 caliber đa dụng nòng đơn, được dẫn đường bởi hệ thống điều khiển hỏa lực Mark 51; vũ khí phòng không gồm hai khẩu đội Bofors 40 mm L/60 nòng đôi và mười khẩu Oerlikon 20 mm nòng đơn cũng được dẫn đường bởi hệ thống Mark 51. Ngoài ba ống phóng ngư lôi 21 inch (533 mm), vũ khí chống ngầm bao gồm hai đường ray thả mìn sâu, tám máy phóng mìn sâu K-gun cùng một dàn súng cối chống ngầm Hedgehog. Con tàu được trang bị sonar kiểu QC, radar dò tìm mặt biển SL và radar dò tìm không trung SA.
LeRay Wilson được đặt lườn tại xưởng tàu của hãng Brown Shipbuilding Co. ở Houston, Texas vào ngày 20 tháng 12, 1943. Nó được hạ thủy vào ngày 28 tháng 1, 1944, được đỡ đầu bởi bà Julia Wilson, mẹ của Trung sĩ Wilson, và được cho nhập biên chế cùng Hải quân Hoa Kỳ vào ngày 10 tháng 5, 1944 dưới quyền chỉ huy của Hạm trưởng, Thiếu tá Hải quân Matthew Vaughn Carson, Jr.

## Lịch sử hoạt động

### Thế Chiến II
Sau khi hoàn tất việc chạy thử máy huấn luyện tại khu vực Bermuda và sửa chữa sau chạy thử máy, LeRay Wilson chuẩn bị để được điều động sang khu vực Mặt trận Thái Bình Dương. Nó khởi hành từ Boston, Massachusetts vào ngày 15 tháng 7, 1944, băng qua kênh đào Panama và có các chặng dừng tại San Diego, California, Trân Châu Cảng và Eniwetok trước khi đi đến đảo Manus thuộc quần đảo Admiralty. Nó lên đường vào ngày 12 tháng 10 trong thành phần Đơn vị Đặc nhiệm 77.4.2, được biết đến với mã gọi vô tuyến Taffy 2, để hướng sang Philippines, đi đến Leyte vào ngày 18 tháng 10. Được bố trí về phía Đông vịnh Leyte, đơn vị có nhiệm vụ hỗ trợ cho hoạt động tác chiến của lực lượng đổ bộ và tuần tra chiến đấu trên không (CAP) bảo vệ cho Lực lượng Đặc nhiệm 77.
Ngoài khơi đảo Samar vào sáng ngày 25 tháng 10, trong khuôn khổ Trận chiến ngoài khơi Samar, Taffy 3 (Đơn vị Đặc nhiệm 77.4.3) bất ngờ bị tấn công bởi một lực lượng thiết giáp hạm và tàu tuần dương hạng nặng thuộc Lực lượng Trung tâm Nhật Bản dưới quyền Phó đô đốc Kurita Takeo. LeRay Wilson hình thành nên vòng đai bảo vệ cho Taffy 2, dưới quyền Chuẩn đô đốc Felix Stump, trong khi các tàu sân bay của đơn vị tung ra mọi máy bay sẵn có đến trợ giúp cho Taffy 3, vốn trong tình trạng rất nguy cấp. Đạn pháo đối phương bắt đầu vây quanh các tàu chiến của Taffy 2 lúc khoảng 09 giờ 20 phút, khi đối phương bất ngờ rút lui khi sắp đến được mục tiêu là những tàu bè đổ bộ đang tập trung tại vịnh Leyte. Các đơn vị rút lui về Manus vào ngày 3 tháng 11, rồi quay trở lại chiến trường từ ngày 20 tháng 11 đến ngày 28 tháng 11 để tiếp tục hỗ trợ cho trận chiến tại đây.
Chuyển trọng tâm hoạt động sang cuộc đổ bộ lên vịnh Lingayen, Luzon vào đầu tháng 1, 1945, LeRay Wilson đang tuần tra gần lối ra vào phía Tây vịnh Lingayen vào ngày 10 tháng 1, khi nó bị máy bay tấn công tự sát Kamikaze tấn công. Phát hiện một máy bay ném bom hai động cơ tiếp cận từ phía trước ở độ cao chỉ có 25 ft (7,6 m), con tàu đã nổ súng kịp thời khiến chiếc Kamikaze chệch hướng và đâm xuống biển sát cạnh con tàu. Cánh phải máy bay đã va vào mạn trái con tàu, gây hư hại đáng kể, khiến sáu thành viên một khẩu đội tử trận và bảy người khác bị thương nặng. Con tàu tiếp tục hoạt động tuần tra cho đến khi được thay phiên vào cuối ngày hôm đó, và rút lui về Manus để sửa chữa trong tháng 2 và tháng 3.
Khi hoàn tất việc sửa chữa, LeRay Wilson tiếp tục tham gia vào cuộc đổ bộ cuối cùng trong chiến tranh lên Okinawa. Trong tháng 4, nó hộ tống hai đoàn tàu vận tải đi từ Saipan đến Okinawa. Từ ngày 1 tháng 5, nó bắt đầu tuần tra chống tàu ngầm và phòng không tại vùng biển quần đảo Ryūkyū. Vào ngày 26 tháng 5, nó phát hiện và tấn công một tàu ngầm bỏ túi tự sát Kaiten; và hai ngày sau đó nó phát hiện kịp thời và bắn rơi một máy bay Kamikaze trước khi đối thủ tìm cách đâm vào một tàu bạn. Nó rời khu vực Okinawa vào ngày 16 tháng 6 và về đến Ulithi vào ngày 26 tháng 6. Sau đó nó chuyển sang hộ tống các tàu tiếp liệu phục vụ tiếp nhiên liệu cho Đệ Tam hạm đội dưới quyền Đô đốc William Halsey Jr. trong các chiến dịch không kích tại vùng biển Hoa Đông và xuống chính quốc Nhật Bản.
Sau khi Nhật Bản chấp nhận đầu hàng vào ngày 15 tháng 8, giúp chấm dứt vĩnh viễn cuộc xung đột, LeRay Wilson tham gia hoạt động cùng lực lượng chiếm đóng. Nó rời vịnh Tokyo vào ngày 12 tháng 10 để làm nhiệm vụ dọc bờ biển Trung Quốc cho đến ngày 26 tháng 12, khi nó lên đường để quay trở về Hoa Kỳ. Sau khi về đến San Francisco, California vào ngày 16 tháng 1, 1946, nó được đưa về Hạm đội Dự bị Thái Bình Dương và được cho xuất biên chế vào ngày 15 tháng 1, 1947.

### 1951 - 1959
Khi Chiến tranh Triều Tiên bùng nổ vào tháng 6, 1951, LeRay Wilson được cho tái biên chế trở lại vào ngày 28 tháng 3, 1951. Nó hoạt động huấn luyện và tuần tra dọc theo vùng bờ Tây và tại khu vực quần đảo Hawaii, rồi khởi hành từ Trân Châu Cảng vào ngày 27 tháng 8, 1954 cho một lượt phục vụ tại Viễn Đông. Nó đã thực hiện tổng cộng bốn lượt hoạt động tại khu vực Tây Thái Bình Dương xen kẻ với những hoạt động huấn luyện và bảo trì thường lệ tại vùng bờ Tây và Trân Châu Cảng, cho đến khi được cho xuất biên chế lần sau cùng tại San Diego vào ngày 30 tháng 1, 1959, tiếp tục được đưa về Hạm đội Dự bị Thái Bình Dương, neo đậu tại Mare Island, California. Tên nó được cho rút khỏi danh sách Đăng bạ Hải quân vào ngày 15 tháng 5, 1972, và con tàu bị bán để tháo dỡ vào ngày 14 tháng 9, 1973.

## Phần thưởng
LeRay Wilson được tặng thưởng bốn Ngôi sao Chiến trận do thành tích phục vụ trong Thế Chiến II.
|  |  |                           |
|  |  | Bronze star · Bronze star |
|  |  | Bronze star · Bronze star |

| Dãi băng Hoạt động Tác chiến (truy tặng) |                                       |                                                                          |
| Huân chương Phục vụ Trung Hoa            | Huân chương Chiến dịch Hoa Kỳ         | Huân chương Chiến dịch Châu Á-Thái Bình Dương với 2 Ngôi sao Chiến trận  |
| Huân chương Chiến thắng Thế Chiến II     | Huân chương Phục vụ Phòng vệ Quốc gia | Huân chương Giải phóng Philippine (Philippine) với 2 Ngôi sao Chiến trận |